# Meslin-l’Évêque
Meslin-l’Évêque (pcd. M’lin-lèvèque) – dzielnica (section) miasta Ath w Belgii, w Regionie Walońskim, w prowincji Hainaut, w okręgu Ath. 1 stycznia 2020 roku liczyła 1392 mieszkańców. Do 31 grudnia 1976 samodzielna gmina.

## Demografia
Liczba mieszkańców, stan na 1 stycznia:
| Rok                | 1930 | 1961 | 2020 |
| ------------------ | ---- | ---- | ---- |
| Liczba mieszkańców | 1266 | 1019 | 1392 |

## Transport
Przez teren dzielnicy przebiegają trasa europejska E429 oraz droga regionalna N7.